# Brezoaia
Brezoaia es una localidad de Moldavia en el distrito (raión) de Ștefan Vodă.

## Geografía
Se encuentra a una altitud de 135 m s. n. m. a 96 km de la capital nacional, Chisináu.

## Demografía
En el censo 2014 el total de población de la localidad fue de 873 habitantes.